# Arsène Mersch

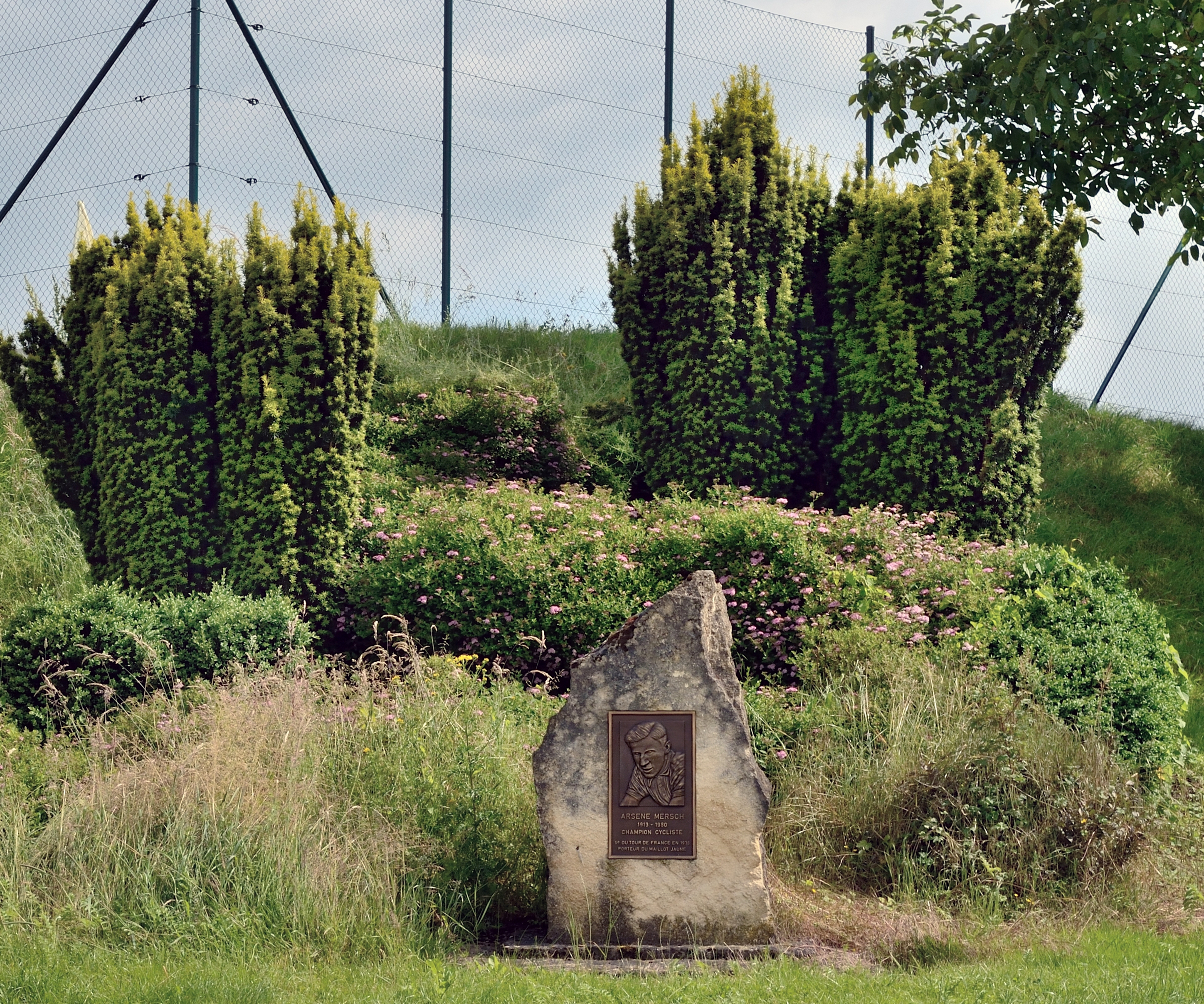
Gedenkstein für Arsène Mersch in Koerich

Arsène Mersch (* 14. Dezember 1913 in Koerich; † 12. Juli 1980 ebenda) war ein luxemburgischer Radrennfahrer.

## Sportliche Laufbahn
1931 erwarb er seine erste Lizenz als Radsportler beim Verein VC Dommeldange. Er blieb während seiner gesamten Karriere Mitglied des Vereins. 1935 und 1938 wurde Mersch luxemburgischer Meister im Straßenrennen. Er gewann 1936, 1938 und 1939 die Luxemburgischen Cyclocross-Meisterschaften. Bei der Tour de France 1936 fuhr er einen Tag lang im Gelben Trikot, am Ende wurde er Fünfter. 1938 und 1939 gewann er jeweils eine Etappe der Tour de Suisse, 1938 wurde er zudem Zweiter der Gesamtwertung.

## Berufliches
Nach seiner sportlichen Karriere übernahm er 1940 das Sägewerk seines Onkels in der Nähe von Koerich.

## Ehrungen
In seinem Heimatort Koerich wird Mersch mit der Rue Arsène Mersch sowie einem Gedenkstein gedacht.